# Fußball-Bezirksliga Frankfurt (Oder)
Die Bezirksliga Frankfurt/Oder war eine der Fußball-Bezirksligen auf dem Gebiet des DFV. 1952 wurden durch eine Verwaltungsreform in der DDR die bisherigen Landesligen abgeschafft und durch 15 Bezirke (inklusive Ost-Berlin) ersetzt. Dementsprechend wurde die in 15 Staffeln ausgetragene Bezirksliga errichtet, die somit nun, über viele Jahre drittklassig, die neue Spielklasse bildeten.
Zunächst mussten Aufstiegsspiele durchgeführt werden, um in die DDR-Liga als zweite Spielklasse aufsteigen zu können.
Zwischen 1955 und 1962/63 bildeten die Bezirksligen unter einer II. DDR-Liga nur die vierte Spielklasse. Bis 1956 waren Aufstiegsrunden für die Bezirksmeister nötig, zwischen 1957 und 1961/62 stiegen die Meister direkt auf.
Nach der Auflösung der II. DDR-Ligen, die Bezirksligen waren dann bis 1990 wieder die dritte Spielklasse, gab es zunächst bis 1969 wieder Aufstiegsrunden der Bezirksmeister um den Aufstieg in die DDR-Liga. In den Zeiten der fünfstaffeligen DDR-Liga zwischen 1971/72 und 1983/84 stiegen die 15 Bezirksmeister direkt auf.
Nach der Reduzierung der fünf Staffeln der DDR-Liga auf zwei ab 1984 wurden die Aufstiegsrunden für Bezirksmeister wieder eingeführt.

## Bezirksligameister
| Saison  | Meister                                                                          | Staffelsieger bei Zweigleisigkeit                                                  |
| ------- | -------------------------------------------------------------------------------- | ---------------------------------------------------------------------------------- |
| 1952/53 | BSG Einheit Seelow                                                               |                                                                                    |
| 1953/54 | BSG Stahl Stalinstadt                                                            |                                                                                    |
| 1954/55 | BSG Motor Eberswalde                                                             |                                                                                    |
| 1955    | BSG Motor Eberswalde (Sieger der Übergangsrunde)                                 |                                                                                    |
| 1956    | BSG Motor Eberswalde                                                             |                                                                                    |
| 1957    | BSG Motor Eberswalde                                                             |                                                                                    |
| 1958    | BSG Turbine Finkenheerd                                                          |                                                                                    |
| 1959    | BSG Empor Fürstenwalde                                                           | Staffel 1: SG Dynamo Angermünde Staffel 2: BSG Empor Fürstenwalde                  |
| 1960    | BSG Motor Eberswalde                                                             | Staffel 1: BSG Motor Eberswalde Staffel 2: BSG Turbine Finkenheerd                 |
| 1961/62 | BSG Stahl Eisenhüttenstadt II                                                    |                                                                                    |
| 1962/63 | TSG Fürstenwalde                                                                 |                                                                                    |
| 1963/64 | BSG Motor Eberswalde                                                             |                                                                                    |
| 1964/65 | BSG Motor Eberswalde                                                             |                                                                                    |
| 1965/66 | BSG Motor Eberswalde                                                             |                                                                                    |
| 1966/67 | FSG Dynamo Frankfurt/Oder                                                        |                                                                                    |
| 1967/68 | BSG Motor Eberswalde                                                             |                                                                                    |
| 1968/69 | BSG Stahl Eisenhüttenstadt II                                                    |                                                                                    |
| 1969/70 | BSG Motor Eberswalde                                                             |                                                                                    |
| 1970/71 | BSG Stahl Eisenhüttenstadt                                                       |                                                                                    |
| 1971/72 | BSG Motor Eberswalde (Aufsteiger in die DDR-Liga)                                |                                                                                    |
| 1972/73 | BSG Aufbau Schwedt (Aufsteiger in die DDR-Liga)                                  |                                                                                    |
| 1973/74 | BSG Stahl Finow (Aufsteiger in die DDR-Liga)                                     |                                                                                    |
| 1974/75 | BSG Motor Eberswalde (Aufsteiger in die DDR-Liga)                                |                                                                                    |
| 1975/76 | BSG Aufbau Schwedt (Aufsteiger in die DDR-Liga)                                  |                                                                                    |
| 1976/77 | BSG Traktor Groß-Lindow (Aufsteiger in die DDR-Liga)                             |                                                                                    |
| 1977/78 | BSG Halbleiterwerk Frankfurt/Oder (Aufsteiger in die DDR-Liga)                   |                                                                                    |
| 1978/79 | SG Dynamo Fürstenwalde (Aufsteiger in die DDR-Liga)                              | Staffel Nord: BSG Stahl Finow Staffel .Süd: FC Vorwärts Frankfurt/Oder II          |
| 1979/80 | BSG Motor Eberswalde (Aufsteiger in die DDR-Liga)                                | Staffel Nord: BSG Motor Eberswalde Staffel .Süd: BSG Stahl Eisenhüttenstadt II     |
| 1980/81 | BSG Stahl Finow (Aufsteiger in die DDR-Liga)                                     | Staffel Nord: BSG Stahl Finow Staffel .Süd: BSG Spanplattenwerk Beeskow            |
| 1981/82 | BSG Halbleiterwerk Frankfurt/Oder (Aufsteiger in die DDR-Liga)                   | Staffel Nord: BSG Motor Eberswalde Staffel .Süd: BSG Halbleiterwerk Frankfurt/Oder |
| 1982/83 | BSG Motor Eberswalde (Aufsteiger in die DDR-Liga)                                | Staffel Nord: BSG Motor Eberswalde Staffel .Süd: ASG Vorwärts Seelow               |
| 1983/84 | FC Vorwärts Frankfurt/Oder II (Aufsteiger in die DDR-Liga)                       |                                                                                    |
| 1984/85 | BSG Motor Eberswalde                                                             |                                                                                    |
| 1985/86 | BSG Motor Eberswalde                                                             |                                                                                    |
| 1986/87 | BSG Motor Eberswalde                                                             |                                                                                    |
| 1987/88 | BSG Chemie PCK Schwedt                                                           |                                                                                    |
| 1988/89 | BSG Motor Eberswalde                                                             |                                                                                    |
| 1989/90 | BSG Motor Eberswalde (Aufsteiger in die NOFV-Liga)                               |                                                                                    |
| 1990/91 | FSV Fürstenwalde (Aufsteiger in die Verbandsliga Brandenburg)                    |                                                                                    |
| 1991/92 | TSG Rot-Weiß Fredersdorf/Vogelsdorf (Aufsteiger in die Verbandsliga Brandenburg) |                                                                                    |